# ماستر كي جي
ماستر كي جي هو مغني ومنتج جنوب أفريقي ولد في 31 يناير 1996م.